# Liste des films produits sous le nom Fine Arts Film Company
Article principal : Triangle Film Corporation
Les films sont classés par ordre alphabétique du titre en anglais

## 1915
- 1915 : Cross Currents de Francis J. Grandon
- 1915 : Don Quixote d'Edward Dillon
- 1915 : Double Trouble de Christy Cabanne
- 1915 : Jordan Is a Hard Road d'Allan Dwan
- 1915 : Le Timide (The Lamb) de Christy Cabanne
- 1915 : Le Lys et la Rose (The Lily and the Rose) de Paul Powell
- 1915 : The Martyrs of the Alamo de Christy Cabanne
- 1915 : Old Heidelberg de John Emerson
- 1915 : Penitentes de Jack Conway
- 1915 : The Sable Lorcha de Lloyd Ingraham

## 1916
- 1916 : A Calico Vampire
- 1916 : A Child of the Paris Streets de Lloyd Ingraham
- 1916 : A House Built upon Sand d'Edward Morrissey
- 1916 : La Conquête de l'or (A Sister of Six) de Chester M. Franklin et Sidney Franklin
- 1916 : Acquitted de Paul Powell
- 1916 : American Aristocracy de Lloyd Ingraham
- 1916 : L'Américain (The Americano) de John Emerson
- 1916 : An Innocent Magdalene d'Allan Dwan
- 1916 : Atta Boy's Last Race de George Siegmann
- 1916 : Bedelia's Bluff d'Edward Dillon
- 1916 : Betty of Greystone d'Allan Dwan
- 1916 : Casey at the Bat de Lloyd Ingraham
- 1916 : Le Mystérieux Caissier (The Children in the House) de Chester M. Franklin et Sidney Franklin
- 1916 : Children of the Feud de Joseph Henabery
- 1916 : Les parents fautent, les enfants paient (The Children Pay) de Lloyd Ingraham
- 1916 : Daphne and the Pirate de Christy Cabanne
- 1916 : The Devil's Needle de Chester Withey
- 1916 : L'Étoile des Folies (Diane of the Follies) de Christy Cabanne
- 1916 : Fifty-Fifty d'Allan Dwan
- 1916 : Flirting with Fate de Christy Cabanne
- 1916 : The Flying Torpedo de John B. O'Brien
- 1916 : The French Milliner d'Edward Dillon
- 1916 : The Girl and the Mummy d'Edward Dillon
- 1916 : Going Straight (en) de Chester M. Franklin et Sidney Franklin
- 1916 : The Good Bad Man d'Allan Dwan
- 1916 : Gretchen the Greenhorn de Sidney Franklin et Chester M. Franklin
- 1916 : The Habit of Happiness d'Allan Dwan
- 1916 : The Half-Breed d'Allan Dwan
- 1916 : The Heiress at Coffee Dan's d'Edward Dillon
- 1916 : Hell-to-Pay Austin de Paul Powell
- 1916 : His Picture in the Papers de John Emerson
- 1916 : Hoodoo Ann de Lloyd Ingraham
- 1916 : The Lady Drummer d'Edward Dillon
- 1916 : Laundry Liz d'Edward Dillon
- 1916 : Let Katie Do It de Chester M. Franklin et Sidney Franklin
- 1916 : The Little Liar de Lloyd Ingraham
- 1916 : Little Meena's Romance de Paul Powell
- 1916 : The Little School Ma'am de Chester M. Franklin et Sidney Franklin
- 1916 : Love's Getaway
- 1916 : Une aventure à New York (Manhattan Madness) d'Allan Dwan
- 1916 : The Marriage of Molly-O de Paul Powell
- 1916 : Martha's Vindication de Sidney Franklin et Chester M. Franklin
- 1916 : The Matrimaniac de Paul Powell
- 1916 : The Microscope Mystery de Paul Powell
- 1916 : The Missing Links de Lloyd Ingraham
- 1916 : Mr. Goode, the Samaritan d’Edward Dillon
- 1916 : Le Mystère du poisson volant (The Mystery of the Leaping Fish) de John Emerson
- 1916 : Les Vieux (The Old Folks at Home) de Chester Withey
- 1916 : Pillars of Society de Raoul Walsh
- 1916 : Poor Papa d'Edward Dillon
- 1916 : The Price of Power
- 1916 : Puppets de Tod Browning
- 1916 : Terrible adversaire (Reggie Mixes In) de Christy Cabanne
- 1916 : The Rummy de Paul Powell
- 1916 : Skirts d'Edward Dillon
- 1916 : La Secrétaire particulière (The Social Secretary) de John Emerson
- 1916 : Sold for Marriage de W. Christy Cabanne
- 1916 : Stranded de Lloyd Ingraham
- 1916 : Sunshine Dad d'Edward Dillon
- 1916 : Susan Rocks the Boat de Paul Powell
- 1916 : The Two O'Clock Train d'Edward Dillon
- 1916 : The Wharf Rat de Chester Withey
- 1916 : The Wild Girl of the Sierras de Paul Powell
- 1916 : The Wood Nymph de Paul Powell

## 1917
- 1917 : A Daughter of the Poor d'Edward Dillon
- 1917 : A Love Sublime de Tod Browning et Wilfred Lucas
- 1917 : A Woman's Awakening de Chester Withey
- 1917 : An Old Fashioned Young Man de Lloyd Ingraham
- 1917 : Le Mauvais Garnement (The Bad Boy) de Chester Withey
- 1917 : Betsy's Burglar de Paul Powell
- 1917 : Cheerful Givers de Paul Powell
- 1917 : The Girl of the Timber Claims de Paul Powell
- 1917 : Hands Up! de Wilfred Lucas et Tod Browning
- 1917 : Her Father's Keeper d'Arthur Rosson et Richard Rosson
- 1917 : Her Official Fathers d'Elmer Clifton et Joseph Henabery
- 1917 : In Slumberland d'Irvin Willat
- 1917 : Jim Bludso de Tod Browning et Wilfred Lucas
- 1917 : The Little Yank de George Siegmann
- 1917 : Madame Bo-Peep de Chester Withey
- 1917 : Might and the Man d’Edward Dillon
- 1917 : Nina, the Flower Girl de Lloyd Ingraham
- 1917 : Souls Triumphant de John O’Brien
- 1917 : Stagestruck d'Edward Morrissey